# Oreophryne albopunctata
Oreophryne albopunctata ist eine Amphibienart aus der Unterfamilie der Papua-Engmaulfrösche (Asterophryinae).

## Merkmale
Die Art erreicht eine Länge von 25 Millimetern. Die Tiere sind bräunlich, die Körperoberseite ist dunkler. Zwischen den Augen ist gelegentlich eine undeutliche dunkle Binde vorhanden. Auf dem Hinterkopf findet sich ein W-förmiger Fleck und in der Sacralgegend ein Paar helle, dunkel eingefasste Flecken. Die Analgegend ist schwärzlich. Die Unterseite ist besonders auf Kehle und Brust mehr oder weniger dunkel bestäubt. In der Mitte der Oberseite des Unterschenkels gibt es einen weißen Fleck. Die Finger und Zehen sind voll geringelt. Der Kopf ist breiter als lang und ein Drittel so lang wie Kopf und Rumpf zusammen. Der Vorderkopf ist abgerundet, vorspringend und kürzer als der Augendurchmesser. Der Canthus rostralis ist abgerundet. Die Zügelregion fällt fast senkrecht ab und ist etwas vertieft. Der Interorbitalraum ist viel breiter als ein oberes Augenlid. Das Trommelfell ist nur sehr undeutlich erkennbar und ungefähr ein Drittel so breit wie das Auge. Der erste Finger ist viel kürzer als der zweite. Von den großen Haftscheiben der kurzen Finger ist die des dritten Fingers breiter als der halbe Augendurchmesser. Die dritte und fünfte Zehe sind gleich lang. Die Haftscheiben der kurzen Zehen sind etwas kleiner als die der Finger. Die Subarticularhöcker und Metatarsalhöcker sind flach. Bei an den Körper angelegtem Hinterbein reicht das Tibiotarsalgelenk bis zum Trommelfell oder Hinterrand des Auges. Die Haut ist glatt.

## Vorkommen
Oreophryne albopunctata ist nur von der Typlokalität auf Neuguinea in der Umgebung von Sabang  am Lorentz River bekannt.

## Systematik
Oreophryne albopunctata wurde 1909 von Pieter Nicolaas van Kampen als Cophixalus crucifer erstbeschrieben. Van Kampen stellte die Art 1913 in die Gattung Oreophryne.

## Gefährdung
Oreophryne albopunctata wird von der IUCN als „Data Deficient“ (ungenügende Datengrundlage) eingestuft.